# Klodyvel
Klodyvel (Nepa cinerea) är en insektsart som beskrevs av Carl von Linné 1758. Klodyvel är en vattenlevande skinnbagge och ingår i släktet Nepa, och familjen vattenskorpioner. Arten är reproducerande i Sverige.
Klodyvel är rovlevande och kallas även för vattenskorpion på grund av sitt utseende; djuret har gripklor, vilka används till att fånga byten. Klodyveln äter bland annat fiskyngel och grodyngel. Djuret har ett andningsrör på baksidan.